# Руберг, Эмиль
Пауль Эмиль Рихард Руберг (швед. Paul Emil Richard Roberg; 3 января 1821, Стокгольм — 25 февраля 1859, Стокгольм) — шведский живописец и театральный декоратор.

## Биография
Эмиль Рихард был сыном Жана Руберга, государственного служащего, искусного пианиста и художника-любителя. Руберг Младший начинал обучение рисунку и живописи в Школе ремёсел и Шведской королевской академии свободных искусств. Однако ему приходилось самому зарабатывать на жизнь; в Берлине он стал учеником, а затем последователем Карла Вильгельма Гропиуса, а в 1839 году поступил на работу к Георгу Альберту Мюллеру, художнику-декоратору Королевского театра в Стокгольме. Когда Андерс Линдеберг в 1842 году открыл в Стокгольме Новый театр, Руберг стал там художником-декоратором. Тогда, в частности, внимание привлекли его декорации к романтическим драмам «Шевалье красного дома», «Клострет Кастро», «Хинко, или Вольноотпущенник» и других.
В 1850 году Руберг перенёс тяжелый приступ грудной болезни, и после того, как в том же году он был награждён Королевской медалью Академии свободных искусств, ему по подписке была предоставлена возможность поехать на юг. Он остался в Алжире, а затем в Италии. Весной 1852 года он получил предложение занять место художника-декоратора в Королевском театре и сразу же отправился домой через Дрезден и Берлин. Во время своего путешествия он усердно изучал театрально-декорационное искусство в городах, которые посещал. В опере он дебютировал уже осенью того же года блестящей постановкой «Пророка», которая произвела фурор и была объявлена превосходящей в этом отношении всё, что можно было увидеть в Швеции. Затем последовали декорации к «Волшебной флейте», «Дон Жуану», «Оберону», «Вольному стрелку», «Свадебному путешествию в Хардангере», «Акселю и Вальборгу» и другим постановкам. В 1853 году он стал членом Шведской королевской академии свободных искусств.
Для театральных декораций Руберг использовал пейзажи, сделанные на основе собственных зарисовок с натуры в разных странах. Он также он писал маслом и акварелью. Однако в Швеции у него обострилась болезнь грудной клетки. Художник преждевременно скончался в возрасте тридцати восьми лет.